# جون ديو
جون ديو (بالإنجليزية: John Atcherley Dew)‏ هو كاهن كاثوليكي نيوزيلندي، ولد في 5 مايو 1948 في Waipawa ‏ في نيوزيلندا.